# تل جابر (۲)
تل جابر (۲) مربوط به عصر آهن است و در شهرستان بهبهان، بخش مرکزی، روستای ویس واقع شده و این اثر در تاریخ ۲۳ شهریور ۱۳۸۲ با شمارهٔ ثبت ۹۹۴۷ به‌عنوان یکی از آثار ملی ایران به ثبت رسیده است.